# José Joaquín Ripoll
Pour les articles homonymes, voir Ripoll (homonymie).
José Joaquín Ripoll Serrano, né le 17 mai 1959 à Alicante, est un homme politique espagnol du Parti populaire.

## Biographie
Il est successivement conseiller municipal de sa ville natale (à partir de 1987), député aux Corts valenciennes (1991-1999), sénateur pour la province d'Alicante (1993-1995) puis président de la députation d'Alicante depuis 2006,,,. Il occupe également diverss postes de conseiller au sein de la Generalitat valencienne sous la présidence d'Eduardo Zaplana.
Depuis juillet 2010, il est impliqué dans le scandale politico-financier de l'affaire Brugal, dans le cadre duquel il est soupçonné d'avoir commis fraude fiscale et trafic d'influence notamment,,.